# Pila Leclanché

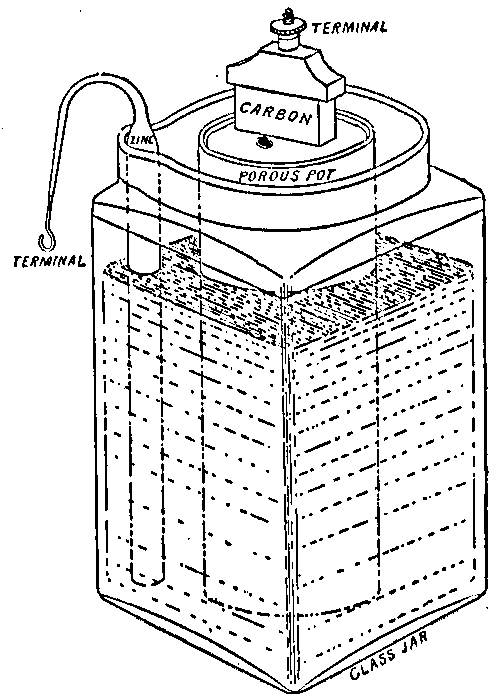
Illustrazione del 1919 di una pila Leclanché.

La pila Leclanché è un tipo di pila realizzata nel 1866 da Georges Leclanché. Fu la prima pila a secco, cioè a non contenere liquidi, e quindi facilmente trasportabile ed utilizzabile.

## Struttura
La pila Leclanché è formata da un anodo di zinco e un catodo inerte in grafite, con funzione di conduttore.
Tra lo zinco e la barretta di grafite si trova una pasta di diossido di manganese (MnO2), cloruro di ammonio e dicloruro di zinco.

## Reazioni redox
Le reazioni redox implicate sono le seguenti:
all'anodo (ossidazione): Zn (s) → Zn2+ (aq) + 2 e-
al catodo (riduzione): 2NH4+ (aq) + 2e- → H2 (g) + 2NH3 (g)
I prodotti della riduzione che avviene al catodo sono due gas, idrogeno e ammoniaca, le cui pressioni porterebbero alla rottura della pila. Tale evenienza è evitata da altre due reazioni che avvengono nella pila:
Zn2+ (aq) + 2NH3 (g) + 2 Cl- (aq) → Zn(NH3)2Cl2 (aq)
2 MnO2 (s) + H2 (g) → Mn2O3 (s) + H2O (l)

## Caratteristiche della pila
Il potenziale di cella di questa pila è di 1,5 V, ma a causa dell'accumulo di ammoniaca attorno al catodo in carbonio questa tende a ridursi. Lasciando la pila a riposo (o anche portandola a temperature basse, come in un congelatore), l'ammoniaca tende a combinarsi sotto forma di complesso con Zn2+, riattivando parzialmente la forza elettromotrice originale della pila.

## Sviluppi successivi
Per evitare l'accumulo di ammoniaca presso il catodo è stata sviluppata la pila alcalina, contenente KOH (idrossido di potassio) al posto di NH4Cl (cloruro di ammonio). Queste pile mantengono una tensione elettrica costante anche dopo un notevole consumo di reagenti.